# Mallyjeva hiša
Mallyjeva hiša je kulturna znamenitost v Tržiču.
Mallyjeva hiša stoji na začetku glavne ulice v starem mestnem jedru, na Trgu svobode 5. Spada v skupino meščanskih-plemiških dvorcev, renesančni portal z letnico 1618 pa kaže bogato poznogotsko in renesančno obdobje mesta. Ohranjen je grebenast svod iz 17. stoleta v pritličju in nadstropju. Značilna so kovana vrata (varnost pred požari), odprto ostrešje (sušilne odprtine za sušenje kož) in klasicistična fasada iz začetka 16. stoletja, razčlenjena s pilastri.